# Ommatius nealus
Ommatius nealus är en tvåvingeart som beskrevs av H. Oldroyd 1960. Ommatius nealus ingår i släktet Ommatius och familjen rovflugor.
Artens utbredningsområde är Madagaskar. Inga underarter finns listade i Catalogue of Life.